# Mikojan-Goerevitsj MiG-35
De Mikojan-Goerevitsj MiG-35 (Russisch: Микоян МиГ-35) (NAVO-codenaam: Fulcrum F) is een doorontwikkeling van de MiG-29M van het Russische ontwerpbureau Mikojan. Het toestel combineert de moderne systemen van de MiG-29M2 met de stuwstraalbesturing van de MiG-29OVT en is bestemd voor export, specifiek naar India dat momenteel  een competitie heeft lopen om ongeveer 180 multi-inzetbare gevechtsvliegtuigen aan te kopen. De MiG-35 werd voor het eerst voorgesteld op de Aero India-vliegshow van 2007 in Bangalore. Het toestel werd ook beschouwd als een van de grootste kanshebbers voor verkoop aan de Indiase luchtmacht.